# Поліноми Лежандра
Поліноми Лежандра — ортогональні поліноми на інтервалі {\displaystyle [-1,1]}.
Поліноми Лежандра можна отримати з системи поліномів {\displaystyle 1,x,x^{2},x^{3},\ldots } за допомогою ортогоналізації Грама-Шмідта.
Можуть бути обчислені за допомогою прямих формул:
{\displaystyle P_{n}(x)={1 \over 2^{n}n!}{d^{n} \over dx^{n}}\left[(x^{2}-1)^{n}\right]}
або за рекурентними:
{\displaystyle P_{n+1}(x)={2n+1 \over {n+1}}xP_{n}(x)-{n \over {n+1}}P_{n-1}(x).}
Вони є розв'язками диференційного рівняння Лежандра:
{\displaystyle {d \over dx}\left[(1-x^{2}){d \over dx}P_{n}(x)\right]+n(n+1)P_{n}(x)=0.}

Графіки поліномів Лежандра порядку

Генератриса для многочленів Лежандра дорівнює
{\displaystyle \sum _{n=0}^{\infty }P_{n}(z)x^{n}={1 \over {\sqrt {1-2xz+x^{2}}}}.}
Перші 9 поліномів Лежандра:
{\displaystyle \ P_{0}(x)=1}
{\displaystyle \ P_{1}(x)=x}
{\displaystyle P_{2}(x)={\begin{matrix}{\frac {1}{2}}\end{matrix}}(3x^{2}-1)}
{\displaystyle P_{3}(x)={\begin{matrix}{\frac {1}{2}}\end{matrix}}(5x^{3}-3x)}
{\displaystyle P_{4}(x)={\begin{matrix}{\frac {1}{8}}\end{matrix}}(35x^{4}-30x^{2}+3)}
{\displaystyle P_{5}(x)={\begin{matrix}{\frac {1}{8}}\end{matrix}}(63x^{5}-70x^{3}+15x)}
{\displaystyle P_{6}(x)={\begin{matrix}{\frac {1}{16}}\end{matrix}}(231x^{6}-315x^{4}+105x^{2}-5)}
{\displaystyle P_{7}(x)={\begin{matrix}{\frac {1}{16}}\end{matrix}}(429x^{7}-693x^{5}+315x^{3}-35x)}
{\displaystyle P_{8}(x)={\begin{matrix}{\frac {1}{128}}\end{matrix}}(6435x^{8}-12012x^{6}+6930x^{4}-1260x^{2}+35)}
{\displaystyle P_{9}(x)={\begin{matrix}{\frac {1}{128}}\end{matrix}}(12155x^{9}-25740x^{7}+18018x^{5}-4620x^{3}+315x)}

## Ортогональність
Умова ортогональності справджується на інтервалі {\displaystyle [-1,1]}:
{\displaystyle \int \limits _{-1}^{1}P_{m}(x)P_{n}(x)dx={2 \over {2n+1}}\delta _{mn}.}
де {\displaystyle \delta _{mn}} — дельта-символ Кронекера.

## Приєднані функції Лежандра
Приєднані функції Лежандра визначаються за формулою:
{\displaystyle P_{n}^{m}(x)=(1-x^{2})^{m/2}{\frac {d^{m}}{dx^{m}}}P_{n}(x),}
яку можна також представити у вигляді:
{\displaystyle P_{n}^{m}(\cos \theta )=\sin ^{m}\theta {\frac {d^{m}}{d(\cos \theta )^{m}}}P_{n}(\cos \theta ).}
При {\displaystyle m=0} функція {\displaystyle P_{n}^{m}} збігається з {\displaystyle P_{n}}.
Їх часто називають приєднаними поліномами Лежандра, хоча насправді ці функції не поліноми.
Приєднані функції Лежандра є розв'язками диференціального рівняння:
{\displaystyle (1-x^{2})\,y''-2xy'+\left(n[n+1]-{\frac {m^{2}}{1-x^{2}}}\right)\,y=0,\,}
або еквівалентного йому:
{\displaystyle ([1-x^{2}]\,y')'+\left(n[n+1]-{\frac {m^{2}}{1-x^{2}}}\right)\,y=0,\,}

## Застосування
Поліноми Лежандра широко застосовуються у фізиці. Зазвичай аргументом поліномів є косинус полярного кута {\displaystyle \theta }, який змінюється від −1 при {\displaystyle \theta =\pi } до 1 при {\displaystyle \theta =0}.
Зокрема для отримання мультипольного розкладу електростатичних полів:
{\displaystyle {\frac {1}{|\mathbf {r} -\mathbf {r} _{0}|}}={\frac {1}{\sqrt {r^{2}-2rr_{0}\cos \theta +r_{0}^{2}}}}={\frac {1}{r_{0}}}{\frac {1}{\sqrt {1-2x\cos \theta +x^{2}}}}={\frac {1}{r_{0}}}\sum _{n}P_{n}(\cos \theta )x^{n}},
де {\displaystyle x=r/r_{0}}, а {\displaystyle \cos \theta } — кут між векторами {\displaystyle \mathbf {r} } та {\displaystyle \mathbf {r} _{0}}.
Інше важливе застосування — розклад полів на парціальні хвилі. Наприклад, плоска хвиля розкладається за допомогою формули
{\displaystyle e^{i\mathbf {k} \cdot \mathbf {r} }=\sum _{l=0}^{\infty }(2l+1)i^{l}j_{l}(kr)P_{l}(\cos \theta )}
де {\displaystyle j_{l}(x)} — сферичні функції Бесселя.